# يسبر كريستنسن
يسبر كريستنسن (بالدنماركية: Jesper Kristensen)‏ (9 أكتوبر 1971 في الدنمارك - ) هو لاعب كرة قدم دانمركي في مركز الوسط. شارك مع منتخب الدنمارك لكرة القدم. أما مع النوادي، فقد لعب مع نادي إيسبيرغ ونادي بروندبي.

## وصلات خارجية
- يسبر كريستنسن على موقع الاتحاد الدولي (مؤرشف)  (الإنجليزية)
- يسبر كريستنسن على موقع قاعدة بيانات كرة القدم.إي يو (الإنجليزية)
- يسبر كريستنسن على موقع ناشيونال فوتبول تيمز (الإنجليزية)
- يسبر كريستنسن على موقع عالم كرة القدم.نت (الإنجليزية)